# Papežství v renesanci
Papežství v renesanci je obdobím, kdy papežové využívali církevní moci a peněz k podporování a povzbuzení humanistických umělců. Již ve 14. století začali lidé znovu objevovat krásu antického Řecka a Říma, jejich umění, jazyk a kulturu. Dochází k začleňování antických prvků do produktů křesťanské umělecké kultury. Umělci se pokoušeli napodobit architekturu, sochařství, poezii a literaturu. Prvním renesančním papežem byl Mikuláš V. (1447 – 1455).

## Renesanční papežové

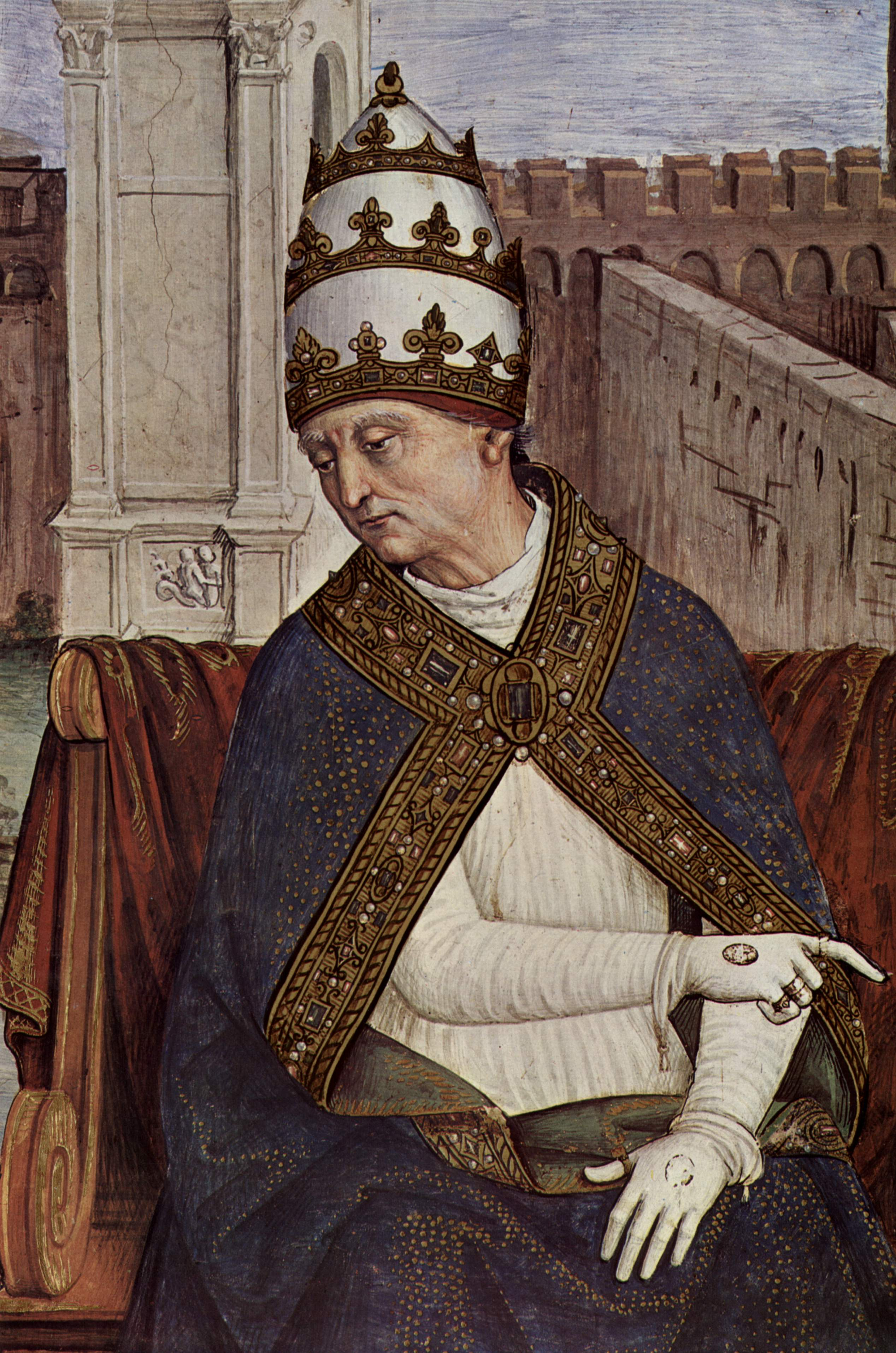
Papež Pius II.

Renesance a s ní související intelektuální hnutí humanismus vzniká v Itálii od koncem 13. století.   Slovo pochází z italštiny a znamená „znovuzrození“. Tedy především antiky. Dosavadní gotický směr zdůrazňoval nebe, což symbolizovala výška věží gotických katedrál, renesance upřednostňovala život na této zemi a snažila se odhalit jeho krásy. Počáteční průkopníci renesance se snažili prosazovat její hodnoty v souladu s křesťanstvím. Radost ze života přijímali v křesťanském duchu, život považovali za „Boží dar“. [zdroj?] Později značná část umělců a myslitelů začala uznávat antický vzor života, tedy užít si co nejvíce rozkoší bez ohledu na to, zda je to hřích či nikoliv. 

### Mikuláš V.
Nástupcem Evžena IV. se stal roku 1447 univerzitní profesor Tommaso Parentucelli, jenž přijal jméno Mikuláš V. (1447- 1455). Za jeho pontifikátu složil svou funkci poslední vzdoropapež v dějinách, Felix V. Mikuláš V. patřil k předním učencům své doby, miloval kulturu a vědu. Po svém nástupu do úřadu si musel dávat pozor na to, aby ničím neposílil upadající konciliarismus. Shromáždění se roku 1449 rozešlo a papež tak měl volné ruce. Mikuláš V. byl také svědkem pádu Konstantinopole do rukou Turků.

### Kalixtus III.
Kalixtus III. (1455-1458) byl od 4. st. prvním španělským papežem. Před svým jmenováním byl známý jako Alfonso Borgia. Je prvním významným představitelem rodiny Borgiů, která v historii papežství proslula. Úřad zastával pouhé tři roky a zavedl nepotismus, tj. označení systému, kdy jsou přednostně dosazeni do funkce příbuzní, přátelé nebo obchodní partneři.

### Pius II.
Nástupcem Kalixta III. se stal Pius II. (1458-1464). Také on byl typický renesanční vzdělanec. Většina jeho spisů, včetně dvou dramat, zrcadlí renesančních období. Ani on se nevyhnul nepotismu a dva své synovce jmenoval kardinály. Jeden z nich později vládl jako Pius III. (1503). Za pontifikátu Pia II. Turci hrozili invazí do střední Evropy a Itálie. Papež se pokoušel zorganizovat křížovou výpravu na obranu, ale marně. 

### Pavel II.
Po humanistovi Piovi II. nastoupil Pavel II. (1464-1471). Na rozdíl od svého předchůdce nebyl renesančním intelektuálem, neuměl ani latinsky. Nechal vypovědět z papežského paláce všechny literáty, umělce a učence. Některé dokonce věznil, protože je považoval za spiklence. Ti, co přežili vězení, vylíčili Pavla II. tak negativně, že to poznamenalo pohled některých historiků. Na druhé straně podporoval dva tiskaře z Německa, kteří na jeho přání založili papežské vydavatelství. Papež podporoval křížové výpravy proti Turkům.

### Sixtus IV.

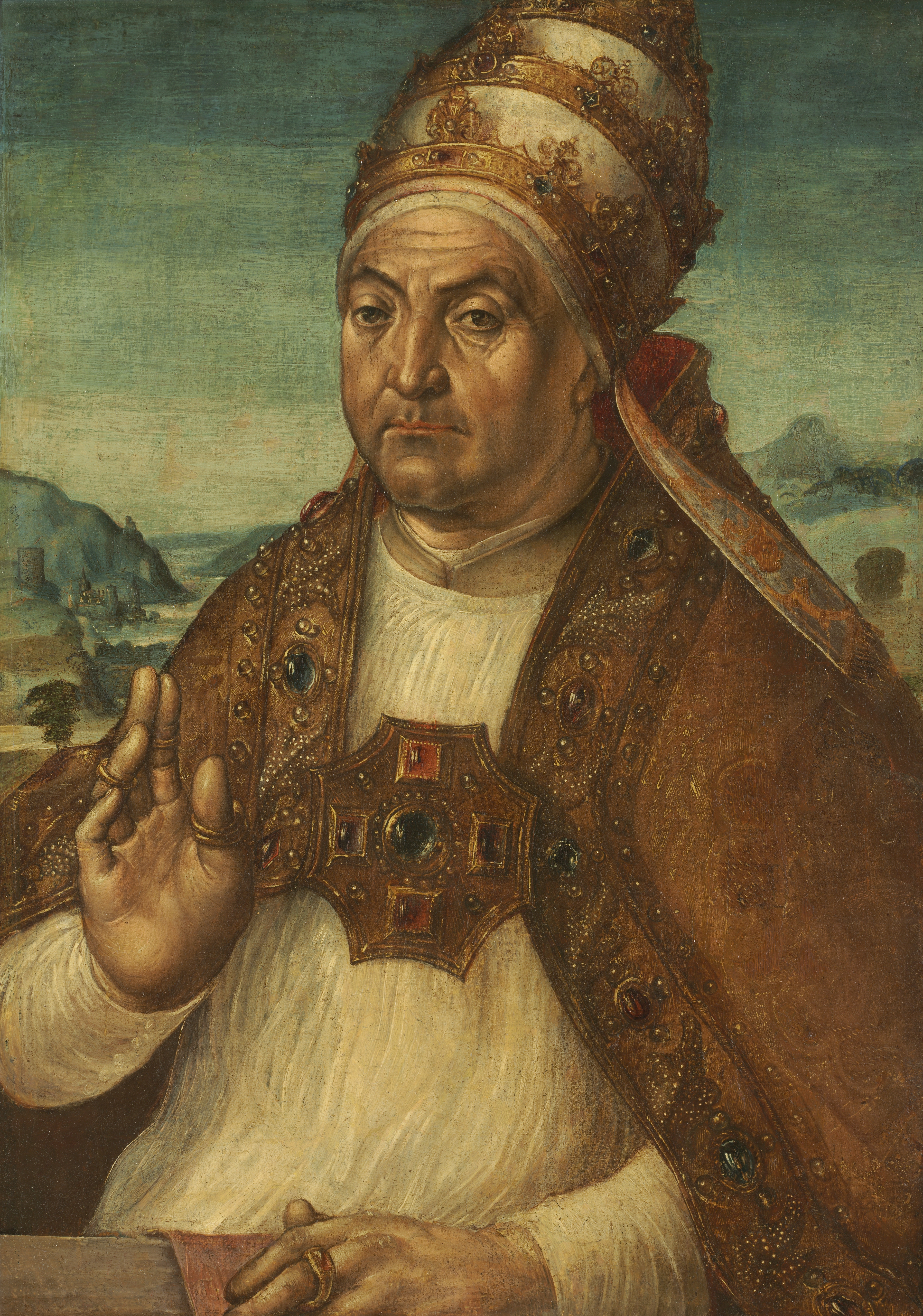
Papež Sixtus IV.

S nástupem Sixta IV. (1471-1484) začíná nová éra papežské moci. Sixtus IV. žil neposkvrněný osobní život, ale na své papežské povinnosti neměl příliš času. Jeho pozornost odváděla válka s Turky a vnitřní konflikty mezi italskými městy. Byly zde také boje mezi rody. Sixtus IV., s jehož jménem je spojena Sixtinská kaple, povolával do svých služeb mnoho umělců. Jeho kulturní přínos, spočívající v podpoře umění, je nedocenitelný.
Papež byl také znám svým nepotismem. Během třinácti let svého pontifikátu jmenoval nejméně šest svých synovců kardinály. Jeden z nich se stal papežem Juliem II. Kardinálské místo udělil několika dalším duchovním z předních šlechtických rodů, které mu byly oddány. Korupce a simonie na papežském dvoře způsobila zdvojnásobení daní a počet úřadů, které bylo možno si koupit, vzrostl. 
Když Sixtus IV. zemřel, nastala v Římě pohroma. Lid vydrancoval jeho janovské krajany, kteří se těšili papežské přízni. Mnoho Janovanů bylo zavražděno a jejich domy byly zničeny. Na konkláve, jež se sešlo nedlouho po Sixtově smrti, se objevil silný tlak a úplatky ve prospěch zvolení Rodriga Borgii. O zvolení usiloval i Giuliano della Rovere, což byl synovec Sixta.

### Inocenc VIII.
Nakonec nebyl zvolen ani jeden, ale neznámý kardinál Cibo, jenž přijal jméno Inocenc VIII. (1432-1492). Ten po nástupu na papežský stolec zjistil, že pokladnice je téměř prázdná. Aby se s touto tísní vypořádal, začal rozprodávat církevní úřady. Kromě toho vytvářel i nové. I přesto byl po necelém roce nucen zastavit papežskou tiaru. Kardinálové si našli také nový zdroj příjmu, padělání a prodej papežských dekretů. Inocenc VIII. učinil kardinálem jen jednoho ze svých synovců, zato využil svého úřadu pro zlepšení života svých nelegitimních dětí. Papež rovněž podporoval malíře a za církevní peníze dal zhotovit fresky, hrobky a další budovy.
Do dějin se tento papež zapsal také jako autor buly o čarodějnicích a čarodějnictví z 5. prosince 1484, známé pod názvem Summis desiderantes affectibus (podle prvních slov z textu – „S největším potěšením“).  Tato bula měla dalekosáhlý vliv na čarodějnické procesy, které vyvrcholily v dalším století. 

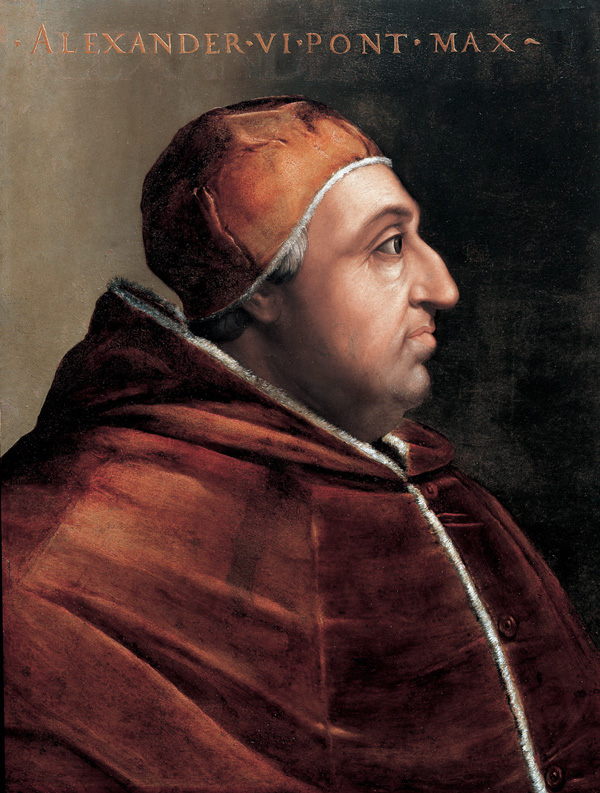
Papež Alexandr VI., vl. jménem Rodrigo Borgia

Smrt Inocence otevřela opět cestu Rodrigovi Borgiovi. Tentokrát se mu to podařilo a stal se papežem Alexandrem VI. (1492-1503). Volba stála Alexandra VI. několik desítek tisíc dukátů, jen pět kardinálů odmítlo prodat své hlasy.

### Alexandr VI.
Alexandrův pontifikát byl považován za nemravný, nejen pro jeho vlastní činy, ale i kvůli tomu, co toleroval svým příbuzným. Ještě jako kardinál si vydržoval v Římě několik žen. S tou nejoblíbenější, Vanozzou de Catanei, měl čtyři děti. V době, kdy už byl papežem, se mu narodil syn. Jeho děti s ním bydlely v papežském paláci. Stejně jako Inocenc VIII. uznal Alexandr VI. své děti legitimně a daroval jim místa ve správě papežských států.
Alexandr VI. měl velké diplomatické schopnosti, kterými dokázal zajistit Církevní stát. Dal mu pevnou stabilitu a organizaci. Vystoupil proti španělské inkvizici a jejím krutostem. Usiloval o vymanění inkvizice ze státní moci a učinil z ní řádný církevní soud. Alexandr byl také znám jako velký mecenáš umění. Kromě toho vydal demarkační bulu, rozdělující Nový svět na portugalskou a španělskou doménu (viz též Tordesillaská smlouva).

### Pius III.
Papež zemřel roku 1503 a po něm nastoupil Pius III., který byl už smrtelně nemocný. Po zvolení žil pouhých dvacet šest dní. Benátky využily úmrtí Alexandra VI. a začaly obsazovat v Romagni jedno město za druhým, aby vytvořily na Apeninském poloostrově silný stát. Bohatá Itálie lákala i vládce Evropy. Na jihu probíhal boj mezi Španěly a Francií. Ve střední části země bojovali Francouzi s Němci. 

### Julius II.
V té době se vrátil z exilu Giuliano della Rovere a byl rychle zvolen jako papež Julius II. (1503-1513). Julius II. patřil také k výrazným papežům renesance. Přál umění, na jeho dvoře umělecky vyrostli např. Michelangelo, Raffael, Bramante a jiní. Papež žil na rozdíl od svého předchůdce po osobní stránce bezúhonným životem, ale připomínal více vojáka než papeže. Julius II. chtěl vybudovat silný a nezávislý papežský stát. Po svém nástupu na papežský stolec vystoupil proti simonii a prohlásil, že každý, kdo se svatokupectví dopustí, bude přísně potrestán.
Jako Ital chtěl vypudit z vlivných církevních míst Francouze, Španěly a hlavně rod Borgiů. Rozhodl se získat nazpět území, o které Alexandr VI. papežský stát ochudil. Julius byl válečník a často vedl své vojáky do bitvy sám. Celá řada obrazů a soch ho znázorňuje ve zbroji. 
V roce 1511 svolalo pět kardinálů s podporou Francouzů koncil do Pisy. Julius reagoval tím, že svolal koncil do Říma, tzv. Pátý lateránský koncil. Jeho výsledkem byl Boloňský konkordát, který stanovoval nové vztahy mezi papežstvím a Francií. Na tomto koncilu také došlo k definitivnímu odmítnutí konciliární teorie a potvrzení zásady nesesaditelnosti papeže. Julius II. zemřel roku 1513, koncil však zasedal až do roku 1517. Hovořilo se na něm i o menších reformách, ale nic nebylo učiněno. Jen několik měsíců po ukončení koncilu, aniž by se dosáhlo nějaké změny, přibil Martin Luther své teze na vrata zámeckého kostela ve Wittenburgu. 

### Lev X.
Dalším papežem byl zvolen Lev X. (1513-1521) z mocného rodu Medicejů. Tento papež dával přednost umění slovesnému. V papežském paláci se hrála divadla, především antické tragédie a komedie, recitovaly se básně, ke svému se dostala i hudba. Lev X. byl v osobním životě mravný ale potrpěl si na světskou okázalost, nákladné lovy, jež stály velké peníze. Marnivost a okázalost vedla některé kardinály až k pokusu o vraždu. V čele spiklenců stál kardinál Petrucci ze Sieny. Plán se nepovedl, Petrucci byl popraven a ostatní tvrdě potrestáni. Lev X. poté v jeden den jmenoval 31 kardinálů, kteří mu byli zcela oddaní. Za tohoto papeže došlo k významné události církevních dějin, a to k vystoupení Martina Luthera a Jana Kalvína, čili k protestantské reformaci. Lev X. náhle zemřel roku 1521.

### Hadrián VI.
Jeho nástupce Hadrián VI. (1521-1523) byl Holanďan. Zemřel už po dvou letech v papežské funkci. Byl to muž zbožný, asketický a přísný.

### Klement VII.
Konkláve v roce 1523 zvolilo dalšího Medičejského papeže Klementa VII. Tento papež také přál umění, ale nebyl rozhazovačný a v osobním životě byl zbožný. Zdálo se, že v jeho osobě se opět vracejí na papežský stolec takoví papežové, kteří dávají přednost duchovním hodnotám. Došlo ale ke zklamání, Klement VII. byl jako Hadrián VI. uzavřený, vážný a měl jen slabé diplomatické schopnosti. Vstoupil do války proti německému císaři Karlu V., muži zbožnému a oddanému katolické církvi. Jeho vojska vtrhla do Říma roku 1527 a město zpustošila. Klement VII. utekl do Andělského hradu a nakonec musel zaplatit výkupné.
Klementem VII. končí éra renesančních papežů a nastupuje éra tzv. protireformačních papežů.

## Zhodnocení renesance v církvi
Jednalo se o dobu, kdy tradiční křesťanské hodnoty utrpěly a byly odsunuty do pozadí. Proti věčnému životu v nebi se stavěl ideál života na zemi, proti církevní nauce a bibli se dával za vzor Sokrates nebo Platon. Nedošlo k popírání pravd a katolické víry, pouze se kladl důraz na jiné hodnoty. Toto myšlení proniklo i na nejvyšší církevní místa, což přineslo zesvětštění církve. To se týkalo i biskupů, kněží a řeholníků. Mnoho klášterů v této době upadlo, askeze se vytratila. Nelze říci, že se tak dělo všude, ale málokteré období mělo tak málo světců. Renesance jako každá kulturní epocha ale měla své klady i zápory. [zdroj?]